# Dicranomyia eulaliae
Dicranomyia eulaliae là một loài ruồi trong họ Limoniidae. Chúng phân bố ở miền Cổ bắc.